# Federico Spinola
Federico Spinola (Genova, 1571 – Sluis, 26 maggio 1603) prestò servizio come comandante militare spagnolo nei Paesi Bassi spagnoli.

## Biografia
Nato a Genova nel 1571, era figlio di Filippo Spinola, marchese di Sesto e Venafro, e di sua moglie Polissena Grimaldi, figlia del principe di Salerno. Suo fratello maggiore era il celebre generale spagnolo Ambrogio Spinola. Federico studiò all'Università di Salamanca con la prospettiva di intraprendere la carriera militare, ma prestò invece servizio militare nell'Armata delle Fiandre sotto il duca Alessandro Farnese.
Nel 1598 si portò a Madrid col proposito di dare il proprio contributo alla marina spagnola costruendo a sue spese una flotta di galee destinata alle Fiandre da poter utilizzare per lanciare un'invasione dell'Inghilterra. La sua idea venne bocciata da re Filippo III di Spagna, che comunque gli consentì di creare uno squadrone di sei galee che venne posto al suo comando, col quale salpò alla volta di Sluis nel 1599, stabilendo in loco la base delle proprie operazioni. Altre otto galee salparono dalla Spagna al suo comando nel 1602, per rinforzare lo squadrone di Sluis, ma solo quattro di queste vennero realizzate nel porto. Due vennero perdute nella battaglia della baia di Sesimbra ed altre due nel corso della battaglia dello Stretto di Dover (1602). Il 26 maggio dell'anno successivo, lo Spinola morì nella battaglia di Sluis, portando così a termine l'esperimento di adottare le medesime tecniche di marina del Mediterraneo anche nelle acque del nord.
Il poeta spagnolo Francisco de Quevedo riportò la memoria dell'evento e della tragica fine dello Spinola.